# Forest Green Rovers Football Club
Forest Green Rovers Football Club, mais conhecido como Forest Green Rovers ou Forest Green é um clube de futebol profissional da Inglaterra com sede na cidade de Nailsworth, Gloucestershire. A equipe, atualmente, compete na  National League, a quinta divisão do futebol inglês, e joga em casa no The New Lawn desde 2006, quando se mudou da casa original no The Lawn Ground.

## Títulos
-Campeonato Inglês da Quarta Divisão: 1 : 2021/22